# Oscar Straus
Oscar Straus   (Viena, 6 de març de 1870 - Bad Ischl, 11 de gener de 1954) fou un compositor austríac d'operetes, ballets i música de pel·lícules.
Fou deixeble de Graedener, a Viena i de Bruch, a Berlín, sent contractat el 1895 com a director d'orquestra a Brünn d'on passà a Teplitz, Magúncia i Berlín. Va cultivar gèneres diversos, però destacà en l'opereta, produint una sèrie d'elles, algunes de les quals es presentaren arreu d'Europa, especialment les més famoses.(¹)

## Operetes
- 1904. Die lustigen Nibelungen
- 1905. Zur indischen Witwe
- 1906. Hugdietrichs Brautfahrt
- 1907. Ein Walzertraum
- 1907. Das Buch der Abenteuer
- 1908. Der tapfere Soldat
- 1908. Didi
- 1909. Das Tal der Liebe
- 1910. Mein junger Herr
- 1912. Der tapfere Cassian
- 1912. The Dancing Viennese
- 1913. Love and Laughter
- 1914. Rund um die Liebe
- 1915. Die schöne Unbekannte
- 1916. Liebeszauber
- 1916. Der Favorit
- 1920. Der letzte Walzer
- 1925. Teresina
- 1927. Die Königin
- 1928. Hochzeit in Hollywood
- 1928. Die Musik kommt
- 1928. Mariette ou Comment on écrit l'histoire
- 1929. Die Erste Beste
- 1932. Eine Frau, die weiß, was sie will
- 1935. Drei Walzer
- 1940. Mes amours
- 1950. Ihr erster Walzer
- 1952. Bozena

## Òperes
- Der Schwadrze Mann,
- Colombine,

A més de l'obertura Der Traum ein Leben, una serenata per a instruments d'arc, i una sonata per a violí.(¹)